# Melambrotus pseudosimia
Melambrotus pseudosimia is een insect uit de familie van de vlinderhaften (Ascalaphidae), die tot de orde netvleugeligen (Neuroptera) behoort. 
Melambrotus pseudosimia is voor het eerst wetenschappelijk beschreven door Kimmins in Tjeder in 1992.